# Ставецкий, Вячеслав Викторович
Вячеслав Ставецкий (род. 1986) — русский писатель.
Окончил в 2012 году Южный федеральный университет по специальности «журналист». Живёт в Ростове-на-Дону.
С 2016 года публикуется в журнале Знамя. Опубликованные там повести и рассказы, а также роман «Жизнь А. Г.» называет частями одной большой книги «Необъявленные хроники Запада».
Его повесть «Квартира» вошла в короткий список премии Дебют 2015 года в номинации «крупная проза», а в следующем году была отмечена премией журнала «Знамя» в номинации «Дебют».
Его дебютный роман «Жизнь А. Г.» вошёл в 2019 году в короткий список «Большой книги».

## Интервью
- Валерия Тёмкина. Вячеслав Ставецкий: «Сегодня литература почти перестала замахиваться на великое». prochtenie.org. Дата обращения: 10 сентября 2019.
- Евгения Баранова. Вячеслав Ставецкий: «Жажда иррациональна, ее не впишешь в университетский курс». Лиterraтура. Электронный литературный журнал. № 142 (август 2019). Дата обращения: 11 сентября 2019.